# Oficina Postal de Estados Unidos (Attalla)
La Oficina Postal de Estados Unidos en Attalla, Alabama, Estados Unidos fue construida en 1931. El edificio fue incluido en el Registro Nacional de Lugares Históricos en 1983.